# پیگه
پیگه (به ایتالیایی: Pigge) یک منطقهٔ مسکونی در ایتالیا است که در تروی، اومبریا واقع شده‌است. پیگه ۴۶۳ نفر جمعیت دارد و ۲۹۷ متر بالاتر از سطح دریا واقع شده‌است.